# オットー・オーレンドルフ

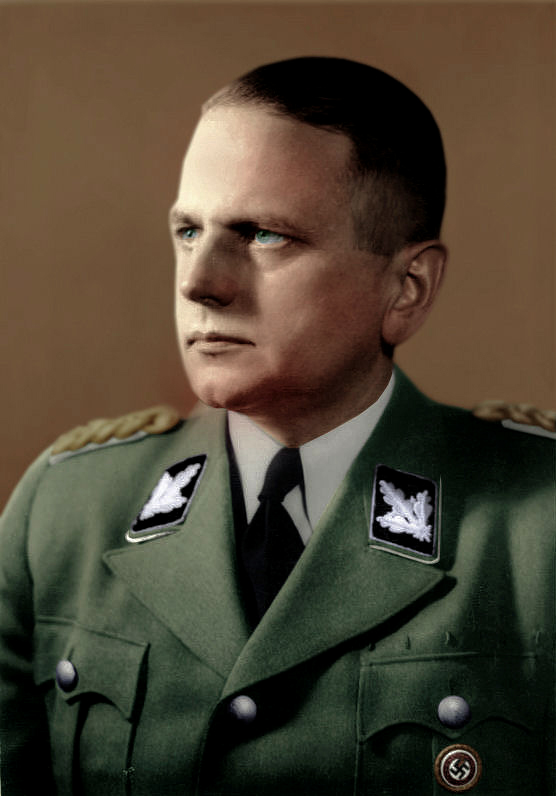
オーレンドルフ

オットー・オーレンドルフ（独: Otto Ohlendorf、1907年2月4日 - 1951年6月7日）は、ドイツ国の親衛隊員。最終階級は親衛隊中将（親衛隊集団指導者）。
SD（親衛隊情報部）の幹部。また独ソ戦の際には特別行動隊アインザッツグルッペンのD隊司令官となっており、南ウクライナなどで同部隊が起こしたユダヤ人など9万人の虐殺に責任を負っている。しかし彼のウクライナでの政策は一定の評価を得ている。戦後、連合軍により逮捕され、ニュルンベルク継続裁判にかけられ、絞首刑に処された。

## 経歴

### ナチ党入党まで
ドイツ帝国ハノーファーのホーエンエッゲルセンに農民の息子として生まれた。1917年にヒルデスハイムのアンドレアヌーム人文ギムナジウムに入学し、1928年にここを修了して、ゲッティンゲン大学へ入学。大学では法学・国学・経済学などを専攻し、1931年まで在学した。大学時代の成績はふるわず、博士号を取得していなかった。
オーレンドルフは少年時代から政治に関心があり、16歳の時にドイツ国家人民党（DNvp）に入党している。しかし同党はいわゆる「ブルジョワ政党」であり、オーレンドルフは党になじめないでいた。とはいえドイツの伝統的な一般家庭で育った彼はマルクス主義などという思想に傾倒する気には到底なれず、そんななかナチス党と国家社会主義思想に出合った。オーレンドルフはすぐにこの思想にひかれ、1925年、18歳にしてナチ党に入党した（党員番号6531）。

### ナチ党での活動
ナチ党の規模が小さく活動がまだ分化していない時期だったこともあり、オーレンドルフは、ポスター貼りや新聞配達、集会での演説など様々な活動をし、ナチス党の私兵部隊突撃隊(SA)の中に新たに創設されたばかりの親衛隊（SS）の活動にも参加することとなった（隊員番号880）。
1931年にはゲッティンゲン大学の経済学者イェンス・ペーター・イェッセン教授（彼もナチ党員だった）の勧めでファシズムの中心地イタリアのパヴィア大学へ一年間留学した。しかしオーレンドルフは、イタリアのファシズム運動には共感を覚えなかったようである。のちのニュルンベルク裁判でもファシズムとナチズムが違うことを力説している。
ヒトラー内閣誕生後の1933年、オーレンドルフは、ヒルデスハイム地方裁判所の試補見習となった。同年10月からはイェッセン教授のいるキール世界経済研究所に入って、イェッセン教授の助手をするようになる。しかしイェッセンとオーレンドルフは、キールのナチス党の「ナショナル・ボルシェヴィズム」の者達と激しく対立するようになり、1934年秋にはキールを追われている。またこの年に結婚。やがて5人の子供の父親となる。1935年、ベルリン大学経済学研究所に主任研究員として入所。
1937年にイェッセン教授の勧めでSD（親衛隊情報部）に入隊。SDII23（経済部）部長に就任した。四カ年計画やヴァルター・ダレの国家食糧身分団によるイデオロギー的政策により100万に近い中間層の経営が脅かされるようになるとオーレンドルフは中間層の保護をはかろうとして、ヴァルター・ダレなどと潜在的に対立するようになった。しかしヒムラーにとってダレのイデオロギーは重要だったのでオーレンドルフのダレへの反対は却下された。
SSやSDの中での活動に限界を感じたオーレンドルフは、ラインハルト・ハイドリヒに再三にわたり、SDから離れる許可を得ようとした。許可は下りなかったものの、1938年6月からはSDの専属を離れて新たに国家商業集団業務執行者となった。ここでもオーレンドルフは中間層の保護政策を押し進めた。1939年9月にハイドリヒの国家保安本部が立ち上げられるとその第3局（SD国内業務）の局長を命じられた。国家商業集団業務執行者の地位も引き続き保持した。

### 第二次世界大戦中

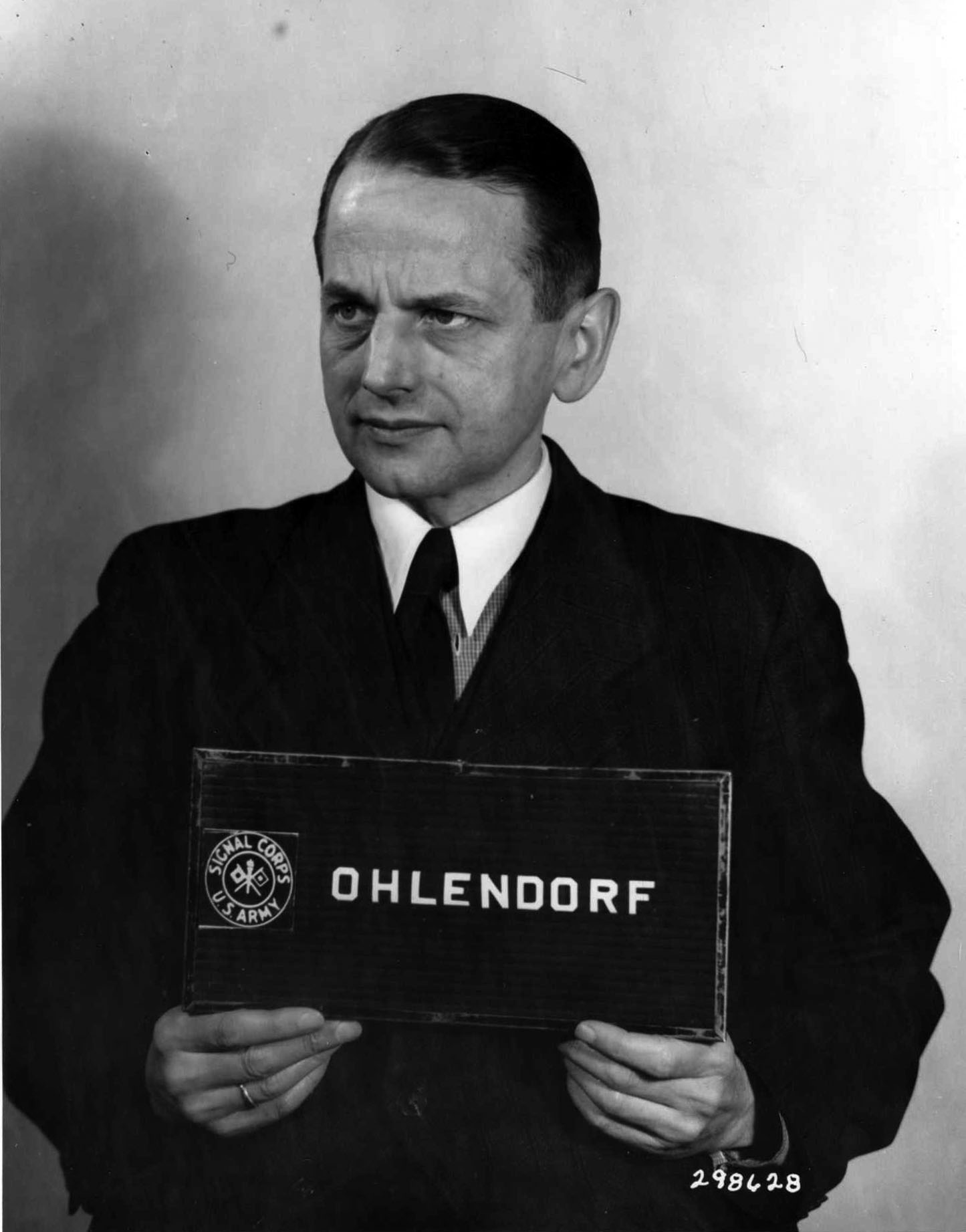
ニュルンベルク裁判でのオーレンドルフ

1941年6月から1942年7月にかけてオーレンドルフは東部戦線に赴くこととなった。オイゲン・フォン・ショーベルトやエーリヒ・フォン・マンシュタインの第11軍に付属する特別行動隊アインザッツグルッペンD隊の司令官に任じられたためだった。このアインザッツグルッペンは前線の軍のひとつ後ろにいて占領したばかりの地域を平定するためにソビエトのスパイと疑われた住民やユダヤ人の住民など「政治的敵」を大量に殺戮していた部隊であった。オーレンドルフのD隊は、第11軍にしたがって南ウクライナを中心に活動しており、ここで9万人以上の民間人を殺害した。この経歴がのちにニュルンベルク継続裁判で彼が死刑となる最大の根拠となった。ただしオーレンドルフ自身の証言によれば、アインザッツグルッペンD隊司令官になったのは自らの志願ではなく、上司のハイドリヒから3回も命令を受けたため仕方なくだったという。
また彼は都市には自治を認め、かつ市民の財産を保証した。更にソビエト時代には破壊されていた礼拝所も復活させた。これによって住民をかなり味方につけることに成功する。これによってパルチザン活動は停滞し、ドイツ国防軍に協力するものも相次ぐことになった。
1942年7月にドイツにもどり、再度国家保安本部第3局局長となる。ハイドリヒが暗殺されるとヒムラーが直接国家保安本部を指揮するようになり、ヒムラーはオーレンドルフを親衛隊少将に昇進させるとともに国家商業集団業務執行者を辞してSDの任務に専任することを命じた。またこの年、国家経済省次官のヴァルター・ラントフリートが軍需相アルベルト・シュペーアに対するけん制として親衛隊の重鎮であり経済にも精通しているオーレンドルフを国家経済省に招きいれようとした。このときはヒムラーの反対で中止となったが、結局、1943年11月にオーレンドルフが国家経済省次官のフランツ・ハイラーの次官代理として入省することとなった。1943年8月に内相を兼務していたヒムラーが国家経済省にも範囲を広げて治安維持をしやすくしようとしたためであるという。
以降、ヒムラー、オーレンドルフ、ヴァルター・フンク、ハイラーら親衛隊と国家経済省の幹部たちは、スターリングラード攻防戦以降、激しくなった人的動員や操業停止などで高まっていた中間層の不満を抑えようとして、中間層の保護と治安政策を組み合わせる「新航路」を立ち上げ、潜在的にシュペーアの軍需省と争うようになっていった。1944年にオーレンドルフは親衛隊中将に昇進している。
ヒトラー自殺後はフレンスブルク政府にて、シュペーアの補佐役を務めた。

### 第二次世界大戦後

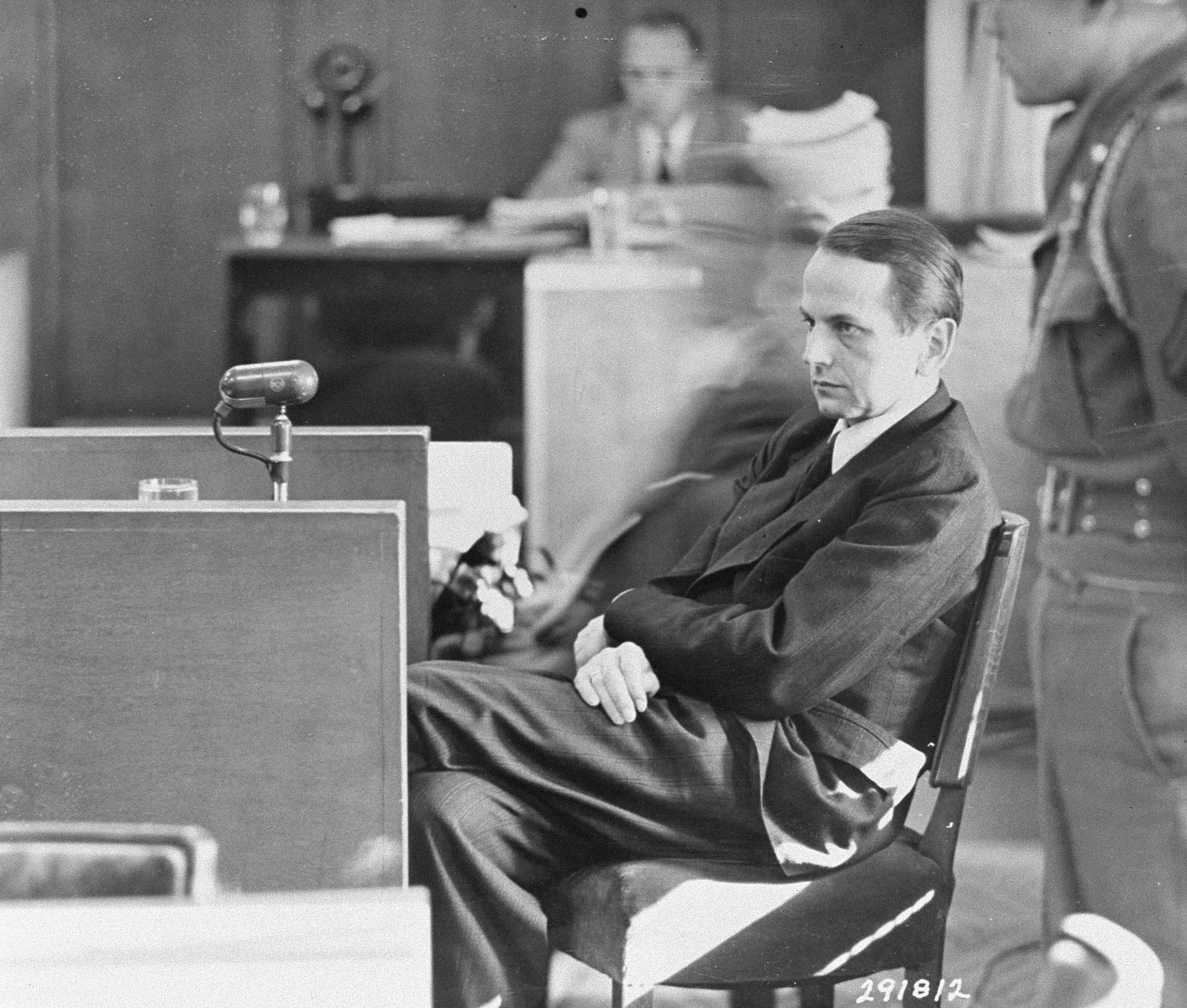
死刑判決を受けるオーレンドルフ

1945年5月23日、カール・デーニッツ政権で勤務中に連合軍により逮捕された。オーレンドルフは、1945年11月の宣誓表明では「わたしがアインザッツグルッペンDの司令官であった時に約9万人の男女子供が粛清された」と容疑を認めるかのような表明していたが、1947年から1948年にかけてのニュルンベルク継続裁判において彼の裁判が行われた際には、容疑を否認した。オーレンドルフの起訴状では「アインザッツグルッペンの任務は東部戦線でドイツ軍の後ろでユダヤ人・ジプシー・ソ連活動家、人種的に無価値か政治的に望ましくない民間住民分子を根絶やしにすることだった」とされたが、これに対してオーレンドルフは「アインザッツグルッペンに人種を理由とした殺戮任務は与えられていなかった。その任務は治安維持であった。治安維持を脅かす者に対処すべきことを命じられているだけだった。」と主張した。また、ニュルンベルク裁判では、裁判時点では東部戦線で戦死したとみられていたブルーノ・シュトレッケンバッハにユダヤ人虐殺の責任を負わせるような証言をしている。
しかし判事達にオーレンドルフの主張は認められず、オーレンドルフは1948年4月10日に死刑判決を受け、1951年6月7日にランツベルクにおいて絞首刑に処されている。